# Canso (pesem)
Canso ali canço [kanso] pesemski stil, kakršnega so uporabljali trubadurji. Vsebuje od 40 do 60 verzov, urejenih v strofe (appelées coblas), vsaka ima od 6 do 10 verzov. Vsebuje največ šest strof. Pesem je sestavljena iz treh delov. Prva stanca je exordium, kjer skladatelj razloži svoj namen. Glavni del pesmi se pojavi v nadaljnjih stancah in se navadno navezuje na exordium. Canso se lahko zaključi s tornado ali z envoi. Ta del večinoma prinaša spravo ali razrešitev problema, ki je izpostavljen v začetku. Tornada je skrajšana stanca, ki vsebuje samo zadnji del standardne stance, ki je uporabljena do te točke. Nekateri cansi vsebujejo več kot eno tornado.
Canso je med trubadurji veljal za najvišjo poezijo, bil je najbolj cenjen. Zanj je značilna ljubezenska tematika. Posebni so bili tudi po tem, da so edine pesniške oblike tistega časa, ki imajo svojo lastno melodijo.  